# Leaving on a Jet Plane

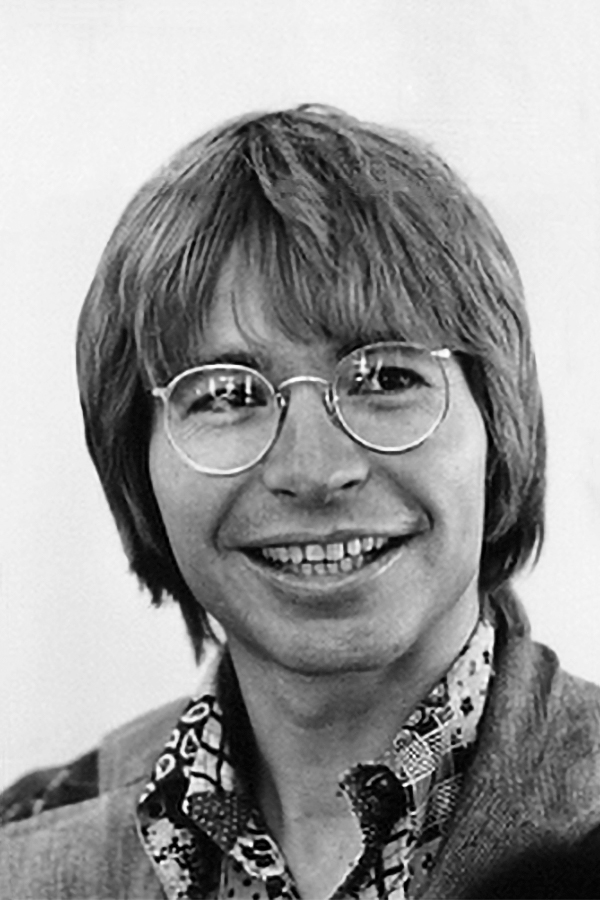
John Denver (1975)

Leaving on a Jet Plane ist ein Folk-Song, der 1966 von John Denver geschrieben und 1967 durch Peter, Paul and Mary bekannt wurde. Das Stück erreichte die Spitze der amerikanischen Charts.

## Geschichte
Der ursprüngliche Titel des Songs war Babe, I Hate to Go und erschien so 1966 auf dem Studioalbum John Denver Sings. Denvers damaliger Produzent Milt Okun überzeugte ihn, den Titel zu ändern.  Peter, Paul und Mary nahmen den Song 1967 für ihr Studioalbum Album 1700 auf; 1969 wurde er als Single veröffentlicht.
Es war der größte und letzte Hit der Gruppe und wurde ihre einzige Nummer 1 in den Billboard Hot 100. Der Song hielt sich auch drei Wochen an der Spitze der Easy-Listening-Charts und wurde in den späten 1960ern und frühen 1970ern in Werbespots für United Airlines verwendet. Der Song führte auch die Hitparade in Kanada an und erreichte im Februar 1970 Platz 2 der UK-Singlecharts und der irischen Singlecharts.
1969 nahm John Denver eine Version des Liedes für sein Studioalbum Rhymes & Reasons auf und nahm es 1973 für John Denver's Greatest Hits neu auf. Diese Version wurde 2011 im Abspann des Films The Guard – Ein Ire sieht schwarz verwendet.

## Rechtsstreit
In den 1980er Jahren löste der Song einen Rechtsstreit mit der britischen Gruppe New Order aus. Deren Single Run 2 (1989) war Gegenstand eines Rechtsstreits, der von Denver angestrengt wurde, der anführte, dass die Gitarrenpassage auf seinem Leaving on a Jet Plane basiere. Der Fall wurde außergerichtlich beigelegt und Denver erhielt in der Folge eine Co-Autorenschaft für den Song.